# Issues (chanson)
Pour les articles homonymes, voir Issues.
Singles de Julia Michaels
Carry Me
(2016) Uh Huh
(2017)
Pistes de Nervous System
Uh Huh
Issues est le premier single de la chanteuse compositrice interprète américaine Julia Michaels, issu de son troisième EP Nervous System, paru en 2017. La chanson a été co-écrite avec Justin Tranter et ses producteurs Benny Blanco et Stargate. Le single a été publié par Republic Records le 13 janvier 2017 en tant que premier single de son EP. Il s'agit d'une chanson pop downtempo.
Ce titre s'est placé dans le top 10 de plusieurs pays : Australie, Belgique, République tchèque, Danemark, France, Norvège, Écosse et Royaume-Uni. Aux États-Unis, la chanson a atteint sa meilleure position à la 11e place dans le Billboard Hot 100. Le clip vidéo a été réalisé par Tabitha Denholm et est sorti le 7 mars 2017. Dans celui-ci, Julia Michaels organise une fête avec un groupe d'amis.
Issues a été nommé aux Grammy Awards pour la chanson de l'année à la 60e cérémonie des Grammy Awards. Julia Michaels, pour en assurer la promotion, a fait plusieurs performances live de la chanson notamment à The Tonight Show Starring Jimmy Fallon, aux Radio Disney Music Awards de 2017, à Wango Tango, aux Billboard Music Awards de 2017, aux iHeartRadio Much Music Video Awards de 2017, aux MTV Video Music Awards 2017 et au Today Show.

## Historique et composition
Issues est une chanson écrite par Julia Michaels, Benjamin Levin, Mikkel Storleer Eriksen, Tor Erik Hermansen et Justin Tranter. Quelques artistes que Stargate et Benny Blanco refusent de citer se sont portés volontaires pour interpréter la chanson. Cependant, Julia Michaels a refusé de la céder puisqu'elle y sentait « trop [son] histoire pour la donner à quelqu'un d'autre. »
Les sessions d'enregistrement de Issues ont eu lieu dans les studios Westlake Recording Studios à Los Angeles en Californie et Treehouse X Studio à Suffolk au Royaume-Uni. Les ingénieurs du son ayant travaillé sur la chanson sont Dave Schwerkolt et Chris Sclafani. Le mixage de la piste a été fait par Mark Stent à Mixsuite UK avec l'assistance de Michael Freeman et Geoff Swish. Benny Blanco et Stargate, qui ont produit la chanson, ont également joué tous les instruments de musique et assuré la programmation. Tom Coyne et Randy Merrill ont terminé le mastering à Sterling Sound à New York.
Musicalement, Issues est une chanson downtempo pop,. En termes de notation musicale, Issues a été composée en utilisant une mesure à quatre temps 
 dans la tonalité de la , avec un tempo modéré de 114 pulsations par minute. La chanson suit la progression ré -mi -la /do-ré  et la voix de Julia Michaels part d'un do, 3 octaves, pour atteindre au plus haut un mi , 4 octaves, donnant à la chanson une octave et deux notes de musique de champ. Julia Michaels décrit cette chanson comme « une ode crue à ses angoisses ».

## Réception critique
La chanson a généralement reçu des critiques positives. Un chroniqueur de Billboard encense la chanson, écrivant « avec son lyrisme franc et honnête et ses compositions d'une grande précision, la décision de Michaels de choisir une production minimale se révèle sage. Elle aide à encadrer sa voix intrigante de manière experte pour donner aux fans un avant-goût délicieux de ce qui reste à venir »,. Mike Wass de l'Idolator dit qu'« il peut être difficile pour les auteurs-compositeurs de marquer leur voix quand ils publient seuls, mais cela ne semblera pas être un problème pour Julia »,.

## Clip vidéo
Le clip vidéo officiel de la chanson a été réalisé par Tabitha Denholm et est sorti le 7 mars 2017. On y voit Julia Michaels traversant l'inconnu que toute relation amoureuse occasionne. Il dépeint la chanteuse dans une relation « qui pourrait s'effondrer à tout moment ». Le rôle masculin est joué par Alexander Koch. Le clip officiel contenant les paroles est sorti le 17 mai 2017. Il a été réalisé par Pedro Chaves et tourné à Londres. Le clip montre la vie de différentes personnes issues de différents horizons.

## Performance dans les charts
Issues s'est classée dans le top 10 en Belgique, au Danemark, en France, en Norvège, en Roumanie, en Écosse et en République Tchèque. Elle s'est classée dans le top 20 dans de nombreux autres pays en Europe,,. Au Royaume-Uni, elle a atteint sa meilleure place en 10e position.
En Australie, la chanson n'a cessé de grimper au classement ARIA Singles Chart pendant cinq semaines jusqu'à atteindre la 5e place. En ayant vendu plus de 35000 copies, le single a été certifié d'or. En Nouvelle-Zélande, le single s'est classé 11e.
Aux États-Unis, Issues a passé 18 semaines dans les charts avant de culminer à la 11e place au Billboard Hot 100 pour deux semaines,. Plus d'un million de copies se sont vendues aux États-Unis en janvier 2018.

## Performances live
Julia Michaels a fait ses débuts à la télévision le 20 mars 2017 en interprétant Issues dans The Tonight Show Starring Jimmy Fallon. Elle a également chanté Issues aux Radio Disney Music Awards de 2017, le 30 avril et à Wango Tango le 13 mai 2017,.
Aux Billboard Music Awards de 2017, Julia Michaels a été sélectionnée comme artiste T-Mobile Breakthrough et a chanté Issues qui a été considérée comme l'une des meilleures performances de la soirée par plusieurs médias,. Elle a également interprété cette chanson aux iHeartRadio Much Music Video Awards de 2017, le 18 juin et aux MTV Video Music Awards 2017 le 27 août. La chanson a été jouée au The Today Show en août 2017.

## Liste des pistes
| 1. | Issues | 2:56 |

| 1. | Issues (Acoustic) | 2:55 |

| 1. | Issues (Alan Walker remix) | 3:01 |

## Crédits et personnel
Enregistrement et management
- Enregistré dans les Westlake Studios (Los Angeles, Californie) et Treehouse X Studio (Suffolk, Royaume-Uni)
- Mixé par Mixsuite (Royaume-Uni)
- Mastering par Sterling Sound (New York)
- Publié par Please Don't Forget To Play Me Music / administré par Universal Music Publishing (GMR), EMI Music Publishing (ASCAP), EMI Music Publishing (ASCAP), Warner-Tamerlane Publishing Corp. (BMI) Thanks For The Songs Richard (BMI) Tous droits réservés Itself et Thanks For The Songs Richard administrés par Warner-Tamerlane Publishing Corp, Justin’s School for Girls/Warner-Tamerlane Publishing Corp/Tous droits administrés par Warner-Tamerlane Publishing Corp (BMI)

Personnel
- Julia Michaels – chant, composition
- Benjamin Levin – composition, production pour Matza Ball Productions, Inc., programmation, instrumentalisation
- Tor Erik Hermansen – composition; production pour 45th and 3rd Music, LLC, programmation, instrumentalisation (pour Stargate)
- Mikkel Storleer Eriksen – composition; production pour 45th and 3rd Music, LLC, programmation, instrumentalisation (pour Stargate)
- Justin Tranter – composition
- Dave Schwerkolt – ingénierie du son
- Chris Sclafani – ingénierie du son
- Mark “Spike” Stent – mixage
- Michael Freeman – ingénieur assistant mixage
- Geoff Swish – ingénieur assistant mixage
- Tom Coyne – mastering
- Randy Merrill – mastering

Crédits adaptés des notes de l'EP Nervous System.

## Classements
| Classement (2017)                             | Meilleure position |
| --------------------------------------------- | ------------------ |
| Australie (ARIA)                              | 5                  |
| Autriche (Ö3 Austria Top 40)                  | 36                 |
| Belgique (Flandre Ultratop 50 Singles)        | 8                  |
| Belgique (Wallonie Ultratop 50 Singles)       | 2                  |
| Canada (Hot 100)                              | 17                 |
| Canada (CHR/Top 40)                           | 15                 |
| Canada (Hot AC)                               | 20                 |
| Tchéquie (IFPI Rádio)                         | 9                  |
| Tchéquie (IFPI Singles Digitál)               | 10                 |
| Danemark (Tracklisten)                        | 3                  |
| France (SNEP Téléchargement)                  | 7                  |
| Allemagne (Media Control AG)                  | 29                 |
| Hongrie (Single Top 40)                       | 38                 |
| Irlande (IRMA)                                | 11                 |
| Lettonie (Latvijas Top 40)                    | 22                 |
| Liban (Lebanese Top 20)                       | 19                 |
| Malaisie (RIM)                                | 11                 |
| Pays-Bas (Nederlandse Top 40)                 | 15                 |
| Pays-Bas (Single Top 100)                     | 20                 |
| Nouvelle-Zélande (RMNZ)                       | 11                 |
| Norvège (VG-lista)                            | 3                  |
| Philippines (Philippine Hot 100)              | 54                 |
| Pologne (ZPAV)                                | 41                 |
| Portugal (AFP)                                | 20                 |
| Roumanie (Airplay 100)                        | 4                  |
| Roumanie (Romanian Radio Airplay)             | 1                  |
| Écosse (OCC)                                  | 7                  |
| Slovaquie (IFPI Rádio)                        | 54                 |
| Slovaquie (Singles Digitál Top 100)           | 11                 |
| Espagne (PROMUSICAE)                          | 8                  |
| Suède (Sverigetopplistan)                     | 11                 |
| Suisse (Schweizer Hitparade)                  | 22                 |
| Royaume-Uni (UK Singles Chart)                | 10                 |
| États-Unis (Hot 100)                          | 11                 |
| États-Unis (Adult Contemporary)               | 17                 |
| États-Unis (Adult Pop Songs)                  | 7                  |
| États-Unis (Pop Airplay)                      | 4                  |
| États-Unis Dance/Mix Show Airplay (Billboard) | 7                  |
| États-Unis Rhythmic (Billboard)               | 35                 |

| Classement (2017)                             | Position |
| --------------------------------------------- | -------- |
| Autriche (ARIA)                               | 15       |
| Belgique (Ultratop Flandre)                   | 15       |
| Belgique (Ultratop Wallonie)                  | 6        |
| Canada (Canadian Hot 100)                     | 31       |
| Danemark (Tracklisten)                        | 4        |
| France (SNEP)                                 | 45       |
| Allemagne (Official German Charts)            | 93       |
| Hongrie (Stream Top 40)                       | 41       |
| Pays-Bas (Single Top 100)                     | 34       |
| Nouvelle-Zélande (Recorded Music NZ)          | 34       |
| Roumanie (Airplay 100)                        | 12       |
| Suède (Sverigetopplistan)                     | 20       |
| Suisse (Schweizer Hitparade)                  | 31       |
| Royaume-Uni Singles (Official Charts Company) | 35       |
| États-Unis Billboard Hot 100                  | 29       |
| États-Unis Adult Top 40 (Billboard)           | 25       |
| États-Unis Dance/Mix Show Airplay (Billboard) | 43       |
| États-Unis Mainstream Top 40 (Billboard)      | 19       |
| Chart (2018)                                  | Position |
| Roumanie (Airplay 100)                        | 76       |

## Certifications
| Région | Certification | Ventes/Streams |
| --- | ------------- | -------------- |
| Australie (ARIA) | 3 × Platine   | 70 000^        |
| Belgique (BEA) | Platine       | 0*             |
| Canada (Music Canada) | 5 × Platine   | 80 000^        |
| Danemark (IFPI) | 2 × Platine   | 0^             |
| France (SNEP) | Diamant       | 250,000*       |
| Allemagne (BM) | Or            | 0^             |
| Italie (FIMI) | Platine       | 0‡             |
| Nouvelle-Zélande (RMNZ) | Platine       | 15 000*        |
| Norvège (IFPI) | 3 × Platine   | 10 000*        |
| Espagne (PME) | Platine       | 0^             |
| Suède (GLF) | 4 × Platine   | 0x             |
| Royaume-Uni (BPI) | Platine       | 0‡             |
| États-Unis (RIAA) | 3 × Platine   | 1 000 000^     |
| *Ventes selon la certification ^Mise en rayon selon la certification xNon précisé par la certification ‡ventes/streaming selon la certification |               |                |

## Historique de sortie
| Région        | Date            | Format                 | Version             | Label     | Réf.    |
| ------------- | --------------- | ---------------------- | ------------------- | --------- | ------- |
| International | 13 janvier 2017 | Téléchargement digital | Originale           | Republic  | [ 31 ]  |
| États-Unis    | 6 février 2017  | Hot adult contemporary | Originale           | Republic  | [ 104 ] |
| États-Unis    | 7 février 2017  | Contemporary hit radio | Originale           | Republic  | [ 105 ] |
| Royaume-Uni   | 10 mars 2017    | Contemporary hit radio | Originale           | Republic  | [ 106 ] |
| International | March 24, 2017  | Téléchargement digital | Version acoustique  | Republic  | [ 32 ]  |
| Italie        | 18 avril 2017   | Contemporary hit radio | Originale           | Universal | [ 107 ] |
| Worldwide     | 5 mai 2017      | Téléchargement digital | Remix d'Alan Walker | Republic  | [ 33 ]  |

## Source
- (en) Cet article est partiellement ou en totalité issu de l’article de Wikipédia en anglais intitulé « Issues (Julia Michaels song) » (voir la liste des auteurs).